# Schweizer Polizei Informatik Kongress
Der Schweizer Polizei Informatik Kongress (SPIK) ist eine jährliche Tagung mit Ausstellung, bei der ausgewählte Fachreferate zu spezifischen polizeilichen Anwendungsfällen gehalten werden. Sie hat den Zweck, die Zusammenarbeit zwischen Behörden und der Privatwirtschaft im Polizeikontext zu fördern, und wird vom Berner Verein Swiss Police ICT ausgerichtet. Der SPIK wurde 2007 vom derzeitigen Chef der IT-Dienste der Stadtpolizei Zürich und heutigen stellvertretenden Direktor des PTI Schweiz, Daniel Hänni, initiiert.